# Escritura redondilla

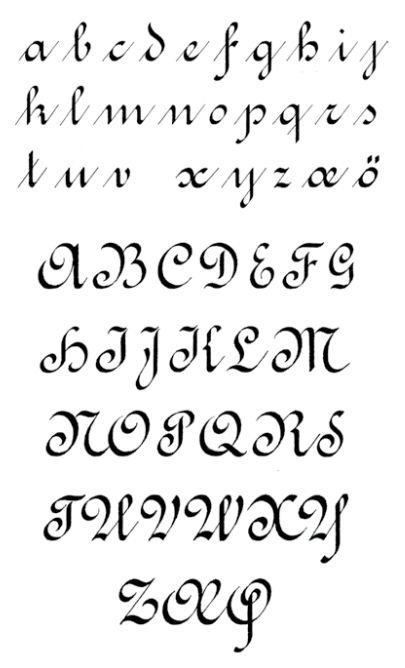
Escritura redondilla danesa

La caligrafía redondilla o escritura redondilla (concretamente, escritura redonda francesa dado que existen otras también redondas), es un tipo de escritura manual francesa. Esta escritura se caracteriza, como su nombre indica, por sus formas redondeadas. Se utilizó hasta el siglo XX en escritura comercial y administrativa, y como escritura escolar antes de ser sustituida por la escritura inglesa.

## Historia
Esta escritura apareció a finales del siglo XVI, fruto de una evolución de la escritura cursiva gótica que originó a cancilleresca italiana ya una variante francesa llamada financiera . Es una de las primeras caligrafías que ha estado influenciada por una escritura tipográfica, el tipo de letra civilidad de Robert Granjon, que grabó los punzones en 1557 según una cursiva gótica. Maestros calígrafos como Louis Barbedor popularizaron la caligrafía redondilla.

## Características

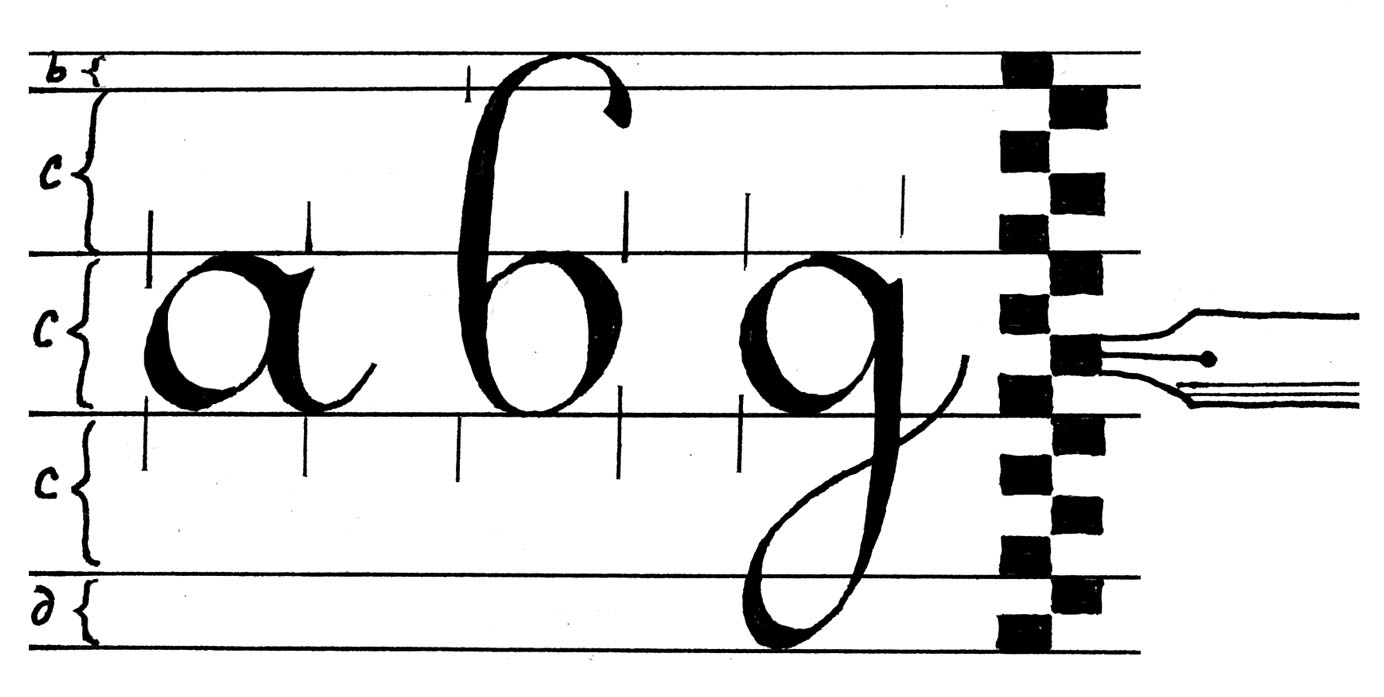
Proporciones de la letra redondilla pequeña francesa :b : pico de pluma, c: cuerpo, d : medio cuerpo.

Para escribir en caligrafía redondilla, como en casi todos los sistemas de la época, se emplea una pluma con el plumilla biselado. La anchura de la punta depende del grosor del cuerpo, así como del tamaño de la letra. El ancho de la punta (pico de la pluma) es la unidad de medida. El cuerpo de la letra, es decir, la altura de las minúsculas sin ascendientes ni descendientes, está determinado por cuatro veces punta. La altura de los trazos ascendentes es de un cuerpo y un pico de pluma (es decir, cinco picos de pluma) y de los trazos descendentes, de un cuerpo y medio. Algunas letras no siguen estas reglas exactamente.

Ejemplo de escritura en caligrafía redondilla

La escritura redondilla es una escritura recta, cuyas letras básicas encajan en un cuadrado. La pluma se sujeta con una inclinación de 30 grados. Las mayúsculas, tienen una altura de tres cuerpos. Las letras minúsculas pueden tener diversas formas según su ubicación dentro de la palabra: inicio, mitad, final.

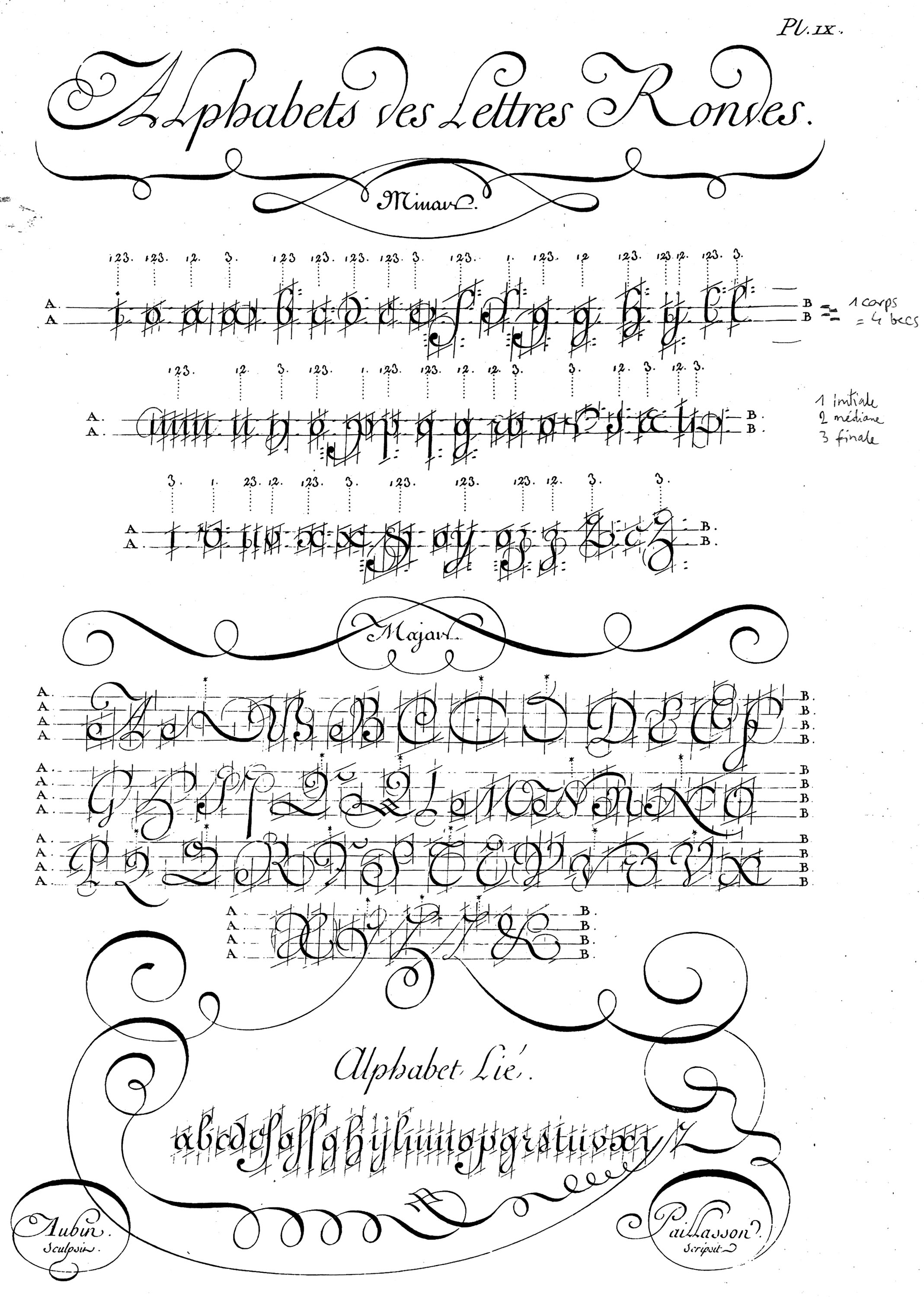
Escritura redondilla, lámina de la Enciclopedia, del calígrafo Charles Paillasson.

La escritura redondilla se divide en varias categorías, según su tamaño y uso. Las diferencias no se encuentran sólo en las proporciones de las letras, sino también en el interlineado, que es más importante en tamaños pequeños.
- Redondilla grande . Es la que se aprende primero. El interlineado es de cuatro cuerpos. Se utiliza para los títulos.
- Redondilla media . Se utiliza para los subtítulos, es con interlineado de cuatro cuerpos como la grande.
- Redondilla pequeña . Interlineado de cinco cuerpos, es más difícil dominar.
- Redondilla financiera . Se dibuja como la pequeña pero más rápido. Es más delgada y más inclinada,
- Redondilla menuda. Escritura rápida ( menuda, para ir rápido y enviar). Interlineado con seis cuerpos o más, es la más pequeña, debe permanecer regular.